# Isabella (cratère)
Pour les articles homonymes, voir Isabella.
Le cratère Isabella est le deuxième plus gros cratère de Vénus. Il est nommé en l'honneur de la reine d'Espagne Isabelle Ire de Castille. Il est situé à 30 degrés de latitude Sud et 204 degrés de latitude Est .